# ソヴェルシェーンヌイ (駆逐艦・初代)
ソヴェルシェーンヌイ(ロシア語:Совершенныйサヴィルシェーンヌィイ)は、ソ連で建造された駆逐艦(艦隊水雷艇；эскадренный миноносец)である。艦名は、「申し分のない、まったくの」といった意味のロシア語の形容詞である。

## 概要

### 建造
ソヴェルシェーンヌイは、7号計画によって建造される駆逐艦の1 隻として、1936年8月17日にニコラーエフの第200工場(現在の61コムナール記念造船工場)で起工された。工場番号では第1073艦、当初の名称は「豪胆な」という意味のベスストラーシュヌイ(Бесстрашныйビスストラーシュヌィイ)であった。
しかしながら、7号計画にはトップヘビーなどの性能上の重大な欠陥があり、改設計を経た7U号計画型として再度起工され直すことが決定された。その結果、プロゾルリーヴイは7U号計画型駆逐艦の15番艦として1938年に再起工、1939年2月25日に進水した。1940年9月25日には、艦名はソヴェルシェーンヌイに改められた。進水後、艦は完成作業のためセヴァストーポリへ曳航された。大祖国戦争の開戦した1941年6月22日の時点で、工程の90 %が完成していた。

### 大祖国戦争
しかし、ソヴェルシェーンヌイが正式に黒海艦隊に配備されることはついになかった。1941年9月30日には、セヴァストーポリにて行われていた赤軍の機雷試験で暴発事故がおき、ソヴェルシェーンヌイは損傷を負った。そのため、10月2日には乾ドックへ曳航され、そこで修理に入った。
11月12日には、ドックにてドイツ空軍爆撃機の爆撃を受け、激しい損傷を負った。12月には武装解除された。ソヴェルシェーンヌイの主砲であった130 mm砲は、マラホフ・クルガンで編成された第111砲兵隊に装備された。
1942年4月には事実上修繕され、完成作業のためにドックから出された。しかしながら、6月15日にはセヴァストーポリを包囲したドイツ軍の砲撃により撃沈された。
戦後、1945年10月28日には浮揚され、解体された。